# Takahiro Sunada
Takahiro Sunada (jap. 砂田 貴裕, Sunada Takahiro; * 19. Januar 1973) ist ein ehemaliger japanischer Marathon- und Ultramarathonläufer. 
1992 stellte er mit 2:15:30 h in Hōfu den aktuellen japanischen Juniorenrekord im Marathon auf. 1995 gewann er in 2:13:16 die Silbermedaille hinter Douglas Wakiihuri beim IAAF-Weltcup-Marathon in Athen. Im selben Jahr wurde er Zehnter beim Fukuoka-Marathon in 2:12:01 und 1996 ebendort Neunter in 2:13:01.
1998 stellte er beim Saroma-See-Ultramarathon mit 6:13:33 h den damaligen Weltrekord im 100-km-Straßenlauf auf. Dieser wurde erst 20 Jahre später an gleicher Stelle durch seinen Landsmann Nao Kazami unterboten. 1999 gewann er die Bronzemedaille im IAU-100-km-Weltcup bei den 100 km de Vendée (Chavagnes-en-Paillers) in 6:26:06 und wurde Achter in Fukuoka in 2:11:03.
2000 lief er beim 100-km-Lauf von Belvès mit 6:17:17 die viertbeste jemals erzielte Zeit über diese Distanz und wurde Vierter beim Berlin-Marathon in seiner persönlichen Bestzeit von 2:10:07.